# العلاج بالبدائل الكلوية
العلاج بالبدائل الكلوية هو مصطلح يستخدم لتشمل العلاجات الداعمة للحياة في حالة الفشل الكلوي.
وهي تشمل: 
1. غسيل الكلى (غسل الدم باستخدام جهاز الغسل)
2. غسيل بريتوني للكلى (غسل الدم باستخدام غشاء البريتون)
3. ترشيح الدم.
4. زرع الكلى.

وهذه العلاجات ليست لشفاء عجز الكلى. في سياق مرض الكلى المزمن، هذه العلاجات ينظر على أنها علاجات إطالة عمر (على الرغم أنها تمكن مرضى الكلى المزمنين من العيش بصورة مقبولة مع غسيل الكلى، وإن تم العثور على زرع متوافق مبكرا فذلك يحقق نجاحا كبيرا، وبالطبع العلامات السريرية يمكن أن تكون جيدة). في بعض الحالات الحادة أو الإصابات التي تؤدي إلى فشل، فإن الشخص الذي لديه استجابة جيدة لغسيل الكلى، والذين حصلوا على الكلى بسرعة نسبيا إذا كان محتاج- وجسمه لم يرفض الكلى-و متوافق مع الكلى المزروعة ولا يوجد لديه مشاكل صحية أخرى، يمكنه البقاء على قيد الحياة بشكل جيد لسنوات عديدة، مع وظائف الكلى جيدة نسبيا، قبل أن يحتاج تداخل صحي مرة أخرى).
غسيل الكلى في وقت مبكر (و إذا أحتاج زرع الكلى في وقت مبكر) في حالة الفشل الكلوي الحاد عادة ما يجلب نتائج أكثر مواتاة. فقد أدى الغسل أحيانا في الفشل الكلوي الحاد للشفاء التام، على الرغم من أنه سيكون من الصعب للإنسان أن يستعيد وظائف الكلى كاملة وعادة ما يبقى فيها بعض الضعف.في بعض الحالات الأعتماد على النظام الغذائي قليل البروتين ومنخفض الملح مع الأدوية والمكملات الغذائية التي يحتاجها مريض قصور الكلى تجلب نتائج مقاربة لنتائج العلاج بالبدائل الكلوية.